# Idaea disjunctaria
Idaea disjunctaria là một loài bướm đêm trong họ Geometridae.